# Philoliche atricornis
Philoliche atricornis är en tvåvingeart som först beskrevs av Christian Rudolph Wilhelm Wiedemann 1821.  Philoliche atricornis ingår i släktet Philoliche och familjen bromsar. Inga underarter finns listade i Catalogue of Life.